# Историја Срба (књига Владимира Ћоровића)
Историја Срба Владимира Ћоровића је синтетички преглед српске прошлости. Ово дело имало је драматичну судбину. Није објављивано више од пола века. Након што је завршио Историју Југославије Ћоровић је отпочео писање овог дела које је издавачу Петру Петровићу предао марта 1941, а погинуо је 17. априла исте године. Издавач се није усудио, због Другог светског рата, да објави дело. Петровић је знао да се Ћоровић замерио Немцима и као историчар и као политичар па није био спреман да ризикује сопствену безбедност. Након рата објављивање дела су спречавали званичници и приучени историчари. Дело је коначно први пут објављено 1989. године и имало је више издања. Није било лако одредити наслов јер га аутор није оставио: предлагао је (још пре рата) Историја српског народа или Срби (политичка и културна историја), а редакција БИГЗ-а се одлучила за наслов Историја Срба.
Приступ Владимира Ћоровића истоветан је у овом делу као и у Историји Југославије: он прошлост српског народа сагледава са становишта интегралног југословенства. Истицао је доба сарадње, заједничког живота и борбе Југословена. Истоветна стремљења и зближавања налази у далекој прошлости, а истиче груписање племена око Људевита Посавског.
Књига је подељена на седам неједнаких целина: Продирање Словена и њихово насељавање на Балканско полуострво, Прве српске државе, Држава Немањића и њено расуло, Срби између Турака и Мађара, Турски замах, Под туђинском влашћу и Ново доба (од Првог српског устанка до Другог светског рата). За кључне тачке у периодизацији српске историје узео је Косовску битку и Први српски устанак.
Пре свега је приказивао политичку прошлост српског народа и његов однос са суседним балканским народима. По његовим речима судбина Срба повезaна је са судбинама три велике силе: Византије, Угарске и Турске. Прошлост Срба сагледавао је у широком оквиру међународних збивања. Пратио је и културну историју али је њој посветио мање пажње. Ћоровић каже да је овом књигом имао намеру да прикаже улазак српског народа у заједницу европских народа и:
... нађе оно што је битно и трајно српско, што је било позитивно и конструктивно. Историја треба да покаже које су то унутрашње вредности... што су успеле да нас одрже.
Прво издање из 1989. године, према оригиналном рукопису Владимира Ћоровића приредили су историчари Раде Михаљчић и Радош Љушић:
- Ћоровић, Владимир (1989). Историја Срба. књ. 1. Београд: БИГЗ.
- Ћоровић, Владимир (1989). Историја Срба. књ. 2. Београд: БИГЗ.
- Ћоровић, Владимир (1989). Историја Срба. књ. 3. Београд: БИГЗ.